# 다이애나 로페스
다이애나 로페스(영어: Diana López, 1984년 1월 7일 ~ )는 2008년 올림픽에서 동메달을 획득한 미국의 태권도 선수이다.
로페스의 형들인 진 로페스, 스티븐 로페스, 마크 로페스 모두 미국 태권도 국가대표의 일원이다.
2013년 8월 10일 NBA 휴스턴 로키츠소속 컨디셔닝 코치 조에 로고위스키와 결혼하였다.